# Памятник А. С. Пушкину (Заболотовцы)
Памятник А. С. Пушкину в селе Заболотовцы — два исторически связанных памятника Александру Сергеевичу Пушкину в селе Заболотовцы Львовской области на Украине — исторический, впоследствии разрушенный, и современный, на данный момент, демонтирован.

## Первый памятник

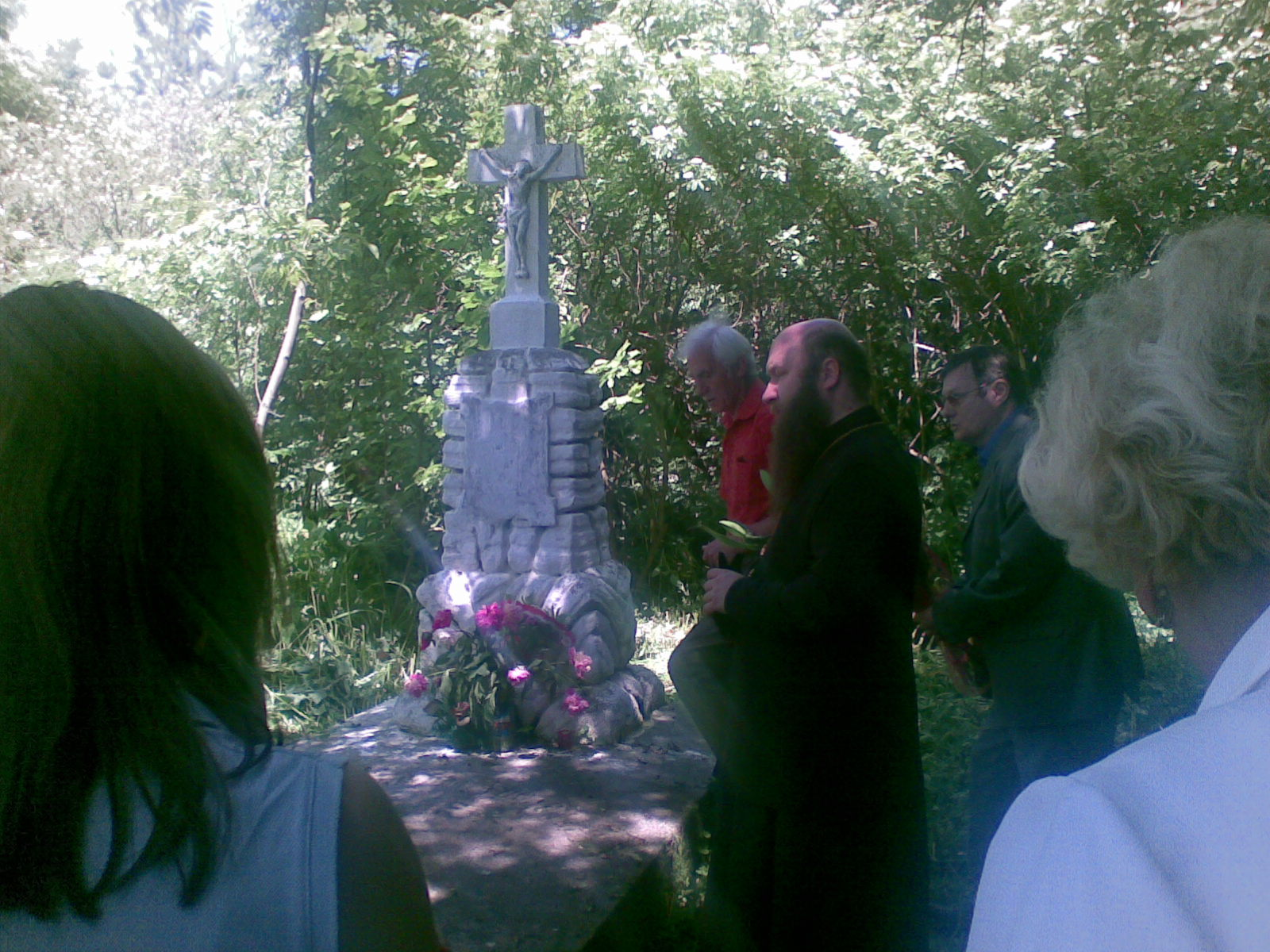
Надгробие о. Иоанна Савюка, основателя памятника А. С. Пушкину в 1907 г. в с. Заболотовцы

Заболотовский священник Иоанн (Иван) Савюк (укр. Іоанн Сав'юк, укр. Іоан Савюк) привил односельчанам любовь к великому русскому поэту и они в 1907 году на средства общины установили памятный обелиск возле Народного дома и униатской церкви.
Тем самым, этот обелиск стал первым памятником Пушкину в Восточной Галиции.
Памятник представлял собой каменную фигуру в полный рост и был исполнен мастером Дзындрой.
Однако, первому памятнику не удалось просуществовать долго. В 1916 году австрийские власти ночью, тайно, демонтировали памятник. Следов от первого памятника не осталось.
Печальная судьба была уготована и вдохновителю памятника — отцу Иоанну. В годы Первой мировой войны он был помещён в австрийский концлагерь Талергоф, где и погиб в 1914 году. До настоящего времени сохранилась его могила на сельском кладбище.

## Современный памятник
В 1988 году, по инициативе директора Заболотовской школы — Л. И. Денис и при поддержке местных жителей памятник был воссоздан в новом современном варианте в виде бюста. Причём, памятник был возведён на новом месте — на площадке перед школой.
12 июня 1988 года состоялось открытие памятника. Бюст поэта был изготовлен во Львове скульптором В. М. Подольским и архитектором А. В. Матвеевым.
Решением исполнительного комитета Жидачевского городского совета от 11 апреля 2022 года памятник был демонтирован.

## Память
Ежегодно 6 июня — в день рождения Александра Пушкина, памятник и могилу о. Иоанна Савюка посещают делегации русской общины Львова и Русского культурного общества им. А. С. Пушкина. Начиная с 2007 года служится молебен на русском и польском языках.